# Yamuna (Gottheit)

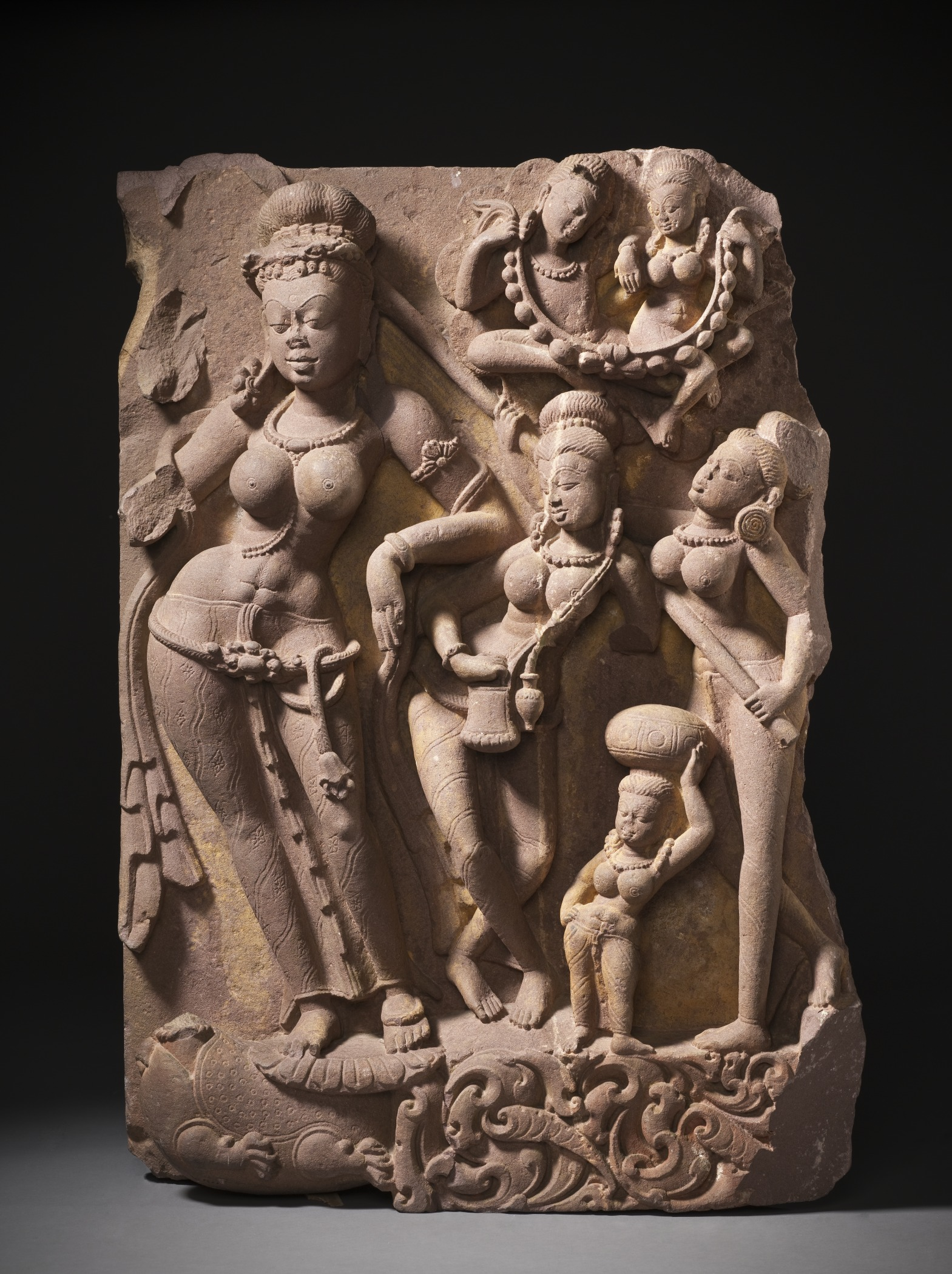
Göttin Yamuna und Begleitpersonen (um 800)

Die Göttin Yamuna (Sanskrit und Hindi: यमुना) ist – neben der Göttin Ganga – eine der am häufigsten dargestellten Götterfiguren im Hinduismus. In den Veden erscheint sie häufig als Yami, später auch als Kalindi (‚die Dunkle‘). Ganga und Yamuna sind die beiden heiligsten Flüsse Indiens und werden oft als Einheit verstanden; ihr Zusammenfluss bei Prayagraj gilt als einer der heiligsten Orte Indiens.
Ähnlich wie am Ganges bedeutet eine Leichenverbrennung am Yamuna-Fluss und das anschließende Versenken der Asche die Befreiung von allen Sünden und ermöglicht so das Entrinnen der Seele aus dem ewigen Kreislauf der Wiedergeburten (samsara), was gleichbedeutend ist mit ihrer Erlösung (moksha).

## Mythos
Yami und ihr Zwillingsbruder Yama, der Totengott, sind die Kinder des Sonnengottes Surya und seiner Gemahlin Saranyu. Als Tochter Suryas erscheint sie manchmal auch unter den Namen Suryatanaya, Suryaja oder Ravinandini. Als Kontrast zu ihrem Zwillingsbruder wird Yami/Yamuna als Göttin des Lebens angesehen; manchmal wird auch eine inzestuöse Beziehung der beiden Geschwister angenommen.

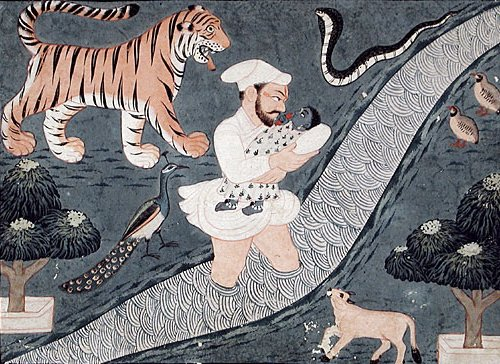
Vasudeva trägt den Säugling Krishna durch den Yamuna-Fluss

Die Puranas berichten über eine Beziehung zu Gott Krishna, dessen Vater Vasudeva ihn kurz nach seiner Geburt durch den eine Furt freigebenden Yamuna-Fluss trug, um ihn vor Nachstellungen zu schützen. Krishna verbrachte als Kind und als Jugendlicher sein Leben unter den Hirten nahe der Stadt Vrindavan am Fluss Yamuna, wo er und Arjuna, der mittlere der fünf Pandava-Brüder, eines Tages ein hübsches Mädchen am Ufer erblickten. Dieses erzählte dem von Krishna ausgesandten Arjuna, dass sie Kalindi heiße und die Tochter Suryas sei und dass sie eines Tages Vishnu zum Gemahl haben würde. Arjuna berichtete Krishna davon, der – als Inkarnation Vishnus – das schöne Mädchen zur Frau nahm und mit ihr nach Dwarka zog. Gemäß dem Bhagavata Purana hatten sie zehn Söhne.
Im Padma Purana wird eine weitere Geschichte erzählt: Zwei Brüder lebten ein sorgloses und irdschen Gelüsten gewidmetes Leben, dass sie schließlich in die Armut führte und zu Räubern werden ließ, bis sie schlussendlich von wilden Tieren getötet wurden. Von Yamas Totengericht wurde der Ältere in die Hölle (naraka) verbannt, der Jüngere aber kam in den Himmel (svarga); erstaunt fragte er nach dem Grund, denn schließlich hätten beide dasselbe Leben geführt… Er erhielt zur Antwort, dass er zwei Monate in einem ashram an den Ufern der Yamuna verbracht habe – der erste Monat befreie von allen Sünden und der zweite garantiere ihm einen Platz im Himmel…

## Darstellungen
Darstellungen von Ganga und Yamuna sind seit der Gupta-Zeit bekannt; sie werden nahezu immer in einem gemeinsamen Kontext – wenn auch räumlich voneinander getrennt – dargestellt. Sie sind ein beliebtes Motiv an Tempelportalen, wo sie zuerst an den beiden Enden von Türstürzen, später dann an der Basis der seitlichen Türpfosten als attraktive Frauengestalten gezeigt werden. In dieser Position haben sie sowohl eine glückverheißende, segenspendende und von Sünden reinigende als auch eine unheilabwehrende (apotropäische) Funktion. Sie werden oft begleitet von Dienerinnen und Wächtern; beide sollten einen Krug oder eine Vase (kalasha) in Händen halten, die jedoch oft abgebrochen sind. Yamunas Reittier (vahana) ist meist eine Schildkröte (kurma).
Bildhafte Darstellungen der beiden Göttinnen Ganga und Yamuna finden sich manchmal auch an Eingängen buddhistischer Tempel.